# Stilling Vandtårn
Stilling Vandtårn er et tidligere vandtårn beliggende i Stilling. Tårnet er privatejet. Der er udsigt over byen samt Stilling-Solbjerg Sø fra toppen.

## Arkitektur
Tårnet har en cirkelformet grundplan og er hovedsageligt opført som 2 cylindre (5 + 6 meter høj). Øverst er et brystværn og tårnet prydes af en vindfløj, der forestiller en fugl, som er tilføjet omkring 1990.